# Anton Freitag
Anton Freitag SVD (* 4. Januar 1882 in Altenbeken; † 3. April 1968 in Steyl) war ein deutscher römisch-katholischer Priester und  Missionswissenschaftler.

## Leben
Er trat er 1896 in das Missionshaus Steyl der Steyler Missionare ein. Der Sohn des Weichenstellers Johannes Freitag und dessen Frau Theresia, geborene Bentfeld, studierte nach dem Abitur am Steyler Gymnasium 1901 an der Philosophisch-Theologischen Ordenshochschule St. Gabriel Philosophie und Theologie. Am 23. Februar 1908 empfing er in Mödling die Priesterweihe. Er promovierte am 15. Juli 1915 bei Joseph Schmidlin als erster in der neu geschaffenen Disziplin der Missionswissenschaft. 1920 gründete er die Kinderzeitschrift Der Jesusknabe. Von 1922 bis 1926 dozierte er Missionswissenschaft an der Bischöflichen Akademie Paderborn. Von 1924 bis 1928 war er Generalsekretär des deutschen Katholischen Akademischen Missionsbundes und Herausgeber von dessen Zeitschrift Akademische Missionsblätter. Von 1938 bis 1952 lehrte er Missionswissenschaft am Priesterseminar in Roermond.

## Schriften (Auswahl)
- Die neue Missionsära. Das Zeitalter der einheimischen Kirche. Kaldenkirchen 1953, OCLC 6524750.
- Dich preisen die Völker. Kaldenkirchen 1954, OCLC 612135785.
- Die Wege des Heils. Bildatlas zur Geschichte der Weltmission. Salzburg 1960, OCLC 66691847.
- Mission und Missionswissenschaft. Kaldenkirchen 1962, OCLC 6525239.